# Uralski Okręg Federalny
Uralski Okręg Federalny (ros. Уральский федеральный округ) – jeden z ośmiu federalnych okręgów Rosji, najbardziej wysunięty na zachód spośród okręgów azjatyckich.

## Dane ogólne
Powierzchnia: 1 818 497 km² (10,6% powierzchni Rosji).
Ludność w 2021 wynosiła 12 329 500 mieszkańców (8,4% ludności Rosji).
Gęstość zaludnienia: 6,78 os./km².
Centrum administracyjnym Uralskiego OF jest Jekaterynburg.
Terytorium Uralskiego OF przewyższa powierzchnią łączny obszar Niemiec, Francji, Wielkiej Brytanii i Hiszpanii.
Okręg zamieszkany jest w 80% przez Rosjan, w 10% przez ludy tureckie (tatarsko-baszkirskie).
Na terenie Uralskiego OF znajdują się bogate złoża ropy naftowej (6% zapasów światowych) i gazu ziemnego (26% zapasów światowych).

Obwody:
1 - kurgański
2 - swierdłowski
3 - tiumeński
4 - Chanty-Mansyjski Okręg Autonomiczny - Jugra
5 - czelabiński
6 - Jamalsko-Nieniecki Okręg Autonomiczny

Najważniejsze miasta: Jekaterynburg, Czelabińsk, Kamieńsk Uralski, Kurgan, Magnitogorsk, Niżniewartowsk, Niżny Tagił, Surgut, Tiumeń, Złatoust.
Obwody: kurgański, swierdłowski, tiumeński, czelabiński.
Okręgi autonomiczne: Chanty-Mansyjski, Jamalsko-Nieniecki.